# 95th Rifles

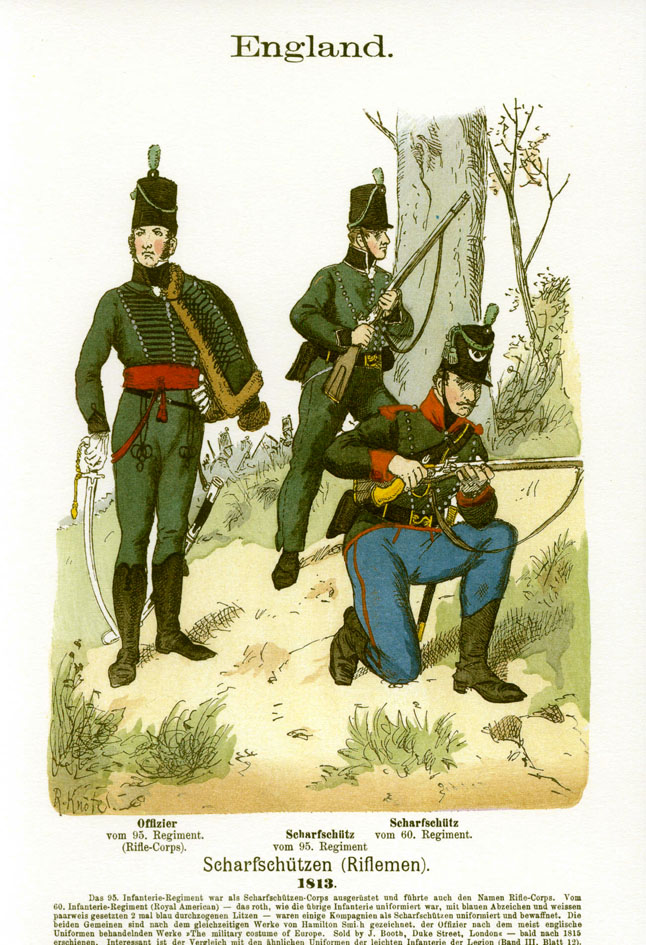
V. l. n. r. Offizier des 95., Soldat des 95. und Soldat des 60. Rifles Regiment (Uniformkunde von Richard Knötel)

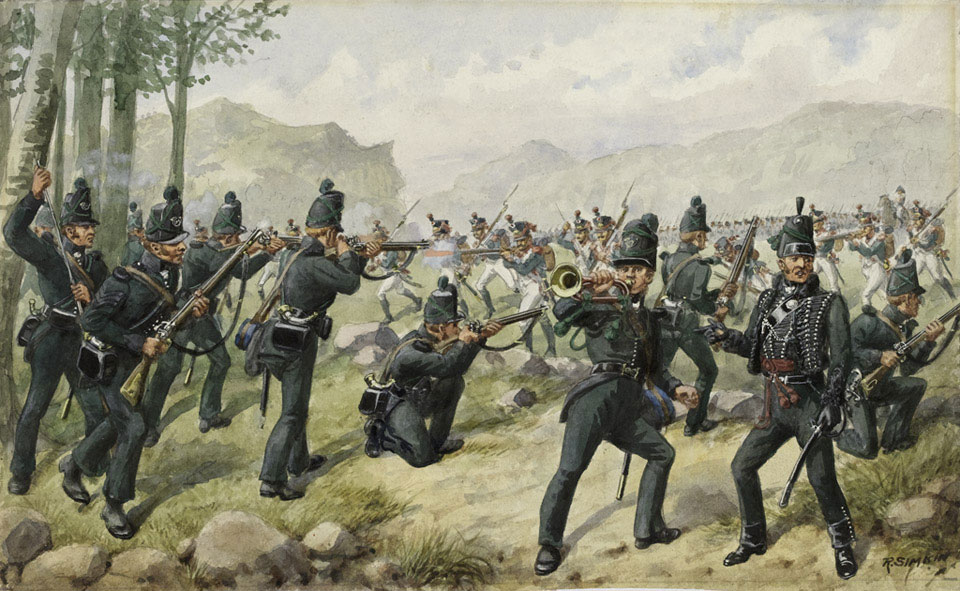
Das 95th Regiment in der Pyrenäenschlacht 1813 (Gemälde von Richard Simkin, National Army Museum)

Das 95th Regiment of Foot (Rifles) war ein Regiment der britischen Armee. Es wurde 1800 zunächst als experimentelles Corps aufgestellt und bestand als Regiment von 1802 bis 1816. Im Gegensatz zu regulären Linieninfanterieregimentern kämpften die Rifles nicht in Linienformation mit Salvenfeuer, sondern gingen in offener Formation voraus und in den Flanken der anderen Linienregimentern vor, um durch gezieltes Feuer einzelne Offiziere und Geschützbedienungen auszuschalten, und wurde als Plänkler und Aufklärer zur Absicherung der Linieninfanterie eingesetzt.

## Geschichte
Bei der Schlacht bei Minden am 1. August 1759 hinterließen die preußischen Jäger einen großen Eindruck auf die verbündeten britischen Offiziere. In seinem 1814 erschienenen Buch über das Schießen beschrieb der britische Colonel George Hanger, dass die wohlgezielten Büchsenschüsse der preußischen Jäger 1759 bei Minden, die versteckt aus einem kleinen Waldstück agierten, einige französische Offiziere auf dem offenen Feld zu Fall brachten. Im Amerikanischen Unabhängigkeitskrieg machten die Briten dann selber unangenehme Erfahrungen mit irregulären, amerikanischen Einheiten, die nicht in Formation kämpften, sondern aus der Deckung heraus einzelne britische Soldaten erschossen und dann verschwanden. Diese Vorgehensweise wurde als unehrenhaft und unsoldatisch betrachtet. Die Effektivität ließ sich aber nicht verleugnen. Colonel Coote Manningham, Lieutenant-Colonel Hon. William Stewart und Sir John Moore stellte ab Januar 1800 das Experimental Corps of Riflemen auf. Als Mitglieder wurden freiwillige Offiziere und Mannschaften aus anderen Infanterieregimentern angeworben.
Am 25. August 1800 wurden drei Kompanien als The Corps of Riflemen unter dem Kommando von Lieutenant-Colonel Hon. William Stewart bei Ferrol, Spanien, angelandet, wo sie die spanischen Verteidiger unterstützen sollten. Trotz der folgenden Niederlage und des Rückzugs am 26. August kämpfte das Corps tapfer und effektiv. 1801 nahm eine Gruppe des Corps an der Schlacht von Kopenhagen teil und wurde zeitweise an Bord von Schiffen der Royal Navy unter Horatio Nelson eingesetzt.
Am 25. Dezember 1802 wurde das Corps als 95th Regiment of Foot in die reguläre Organisation der britischen Armee eingegliedert. 1803 wurde das Regiment nach Shorncliffe, Kent, verlegt, um mit Linienregimentern zusammen zu trainieren. 1812 wurde der Name des Regiments zu 95th Regiment of Foot (Rifles) (auch 95th Regiment of Foot (Riflemen)) ergänzt, wovon sich der Kurzname 95th Rifles ableitet.
Einzelne Bataillone des Regiments nahmen an Einsätzen in Deutschland und Südamerika teil und zeichneten sich während der Koalitionskriege in Spanien unter Arthur Wellesley, 1. Duke of Wellington aus. 1815 nahmen die Rifles an der Schlacht bei Waterloo teil.
Am 23. Februar 1816 gingen die 95th Rifles in der neu gegründeten Rifle Brigade auf. Die Regimentsnummer wurde erst 1823 wieder an das 95th (Derbyshire) Regiment of Foot vergeben.
Schwesterregiment war das King’s Royal Rifle Corps, das in den nordamerikanischen Kolonien als Royal Americans aus amerikanischen Kolonisten aufgestellt worden war und später in 60th (King’s Royal Rifle Corps) Regiment of Foot umbenannt wurde. Beide Regimenter gingen später im Regiment Royal Green Jackets auf. Seit 2007 ist der offizielle Traditionsträger das Regiment The Rifles.
Die 95th Rifles waren als erster Verband der britischen Armee nicht mit den königlichen scharlachroten, sondern mit dunkelgrünen Röcken uniformiert. Die leichten Bataillone der King’s German Legion gingen im Regiment auf, soweit nicht nach Deutschland entlassen, um dort zur Aufstellung des nachmaligen Hannoverschen Jäger-Bataillons Nr. 10 zu dienen.

## Ausrüstung
Neben der dunkelgrünen Uniform mit dem schwarzen Kreuzbandaliers und den grünen Hosen wurden die Soldaten statt mit den üblichen glattläufigen Brown-Bess Musketen mit einer Reichweite bis zu 100 m, mit dem Gewehr Baker Rifle ausgestattet, das einen gezogenen und gedrallten Lauf besaß und damit zielgenauer war und eine höhere Reichweite (bis zu dreimal so hoch wie bei der Brown-Bess Muskete) hatte. Der Ladevorgang dauerte allerdings ca. 2- bis 3-mal länger (je nach Erfahrung des Schützen) als bei einer Muskete, da man die Kugel in einen kleinen Lederlappen einwickeln musste, um der Kugel mehr Halt in dem gedrallten Lauf zu geben. Das Baker-Gewehr war kürzer als die Standardmusketen, deswegen wurde ein 21 Zoll langes Schwertbajonett im Gegensatz zum 17 Zoll langen Standardbajonett der üblichen Muskete aufgepflanzt. Die Soldaten trugen in einem Rucksack und am Koppel eine Ausrüstung mit Gewehr und Munition von bis zu 80 pounds (36 kg).

## Ausbildung und Taktik
Die Schützen waren ausgebildet, selbstständig, in offener Formation und unter Ausnutzung natürlicher Deckungen vorzugehen. Meist gingen sie den massiven Formationen der eigenen Armee voraus, um die gegnerische Linie durch gezielte Schüsse aufzulockern. Der gezielte Schuss wurde ständig trainiert. Der Verband übte dabei im Gegensatz zur restlichen Armee mit scharfer Munition. Auch war die Marschgeschwindigkeit mit 140 Schritt pro Minute höher als die 120 Schritt der regulären Infanterieverbände. Dabei wurde eine bestimmte Technik eingesetzt, bei der sich fünf normale Schritte mit fünf Laufschritten abwechseln. Die Disziplinarordnung bei den Rifles war die gleiche wie in der gesamten Armee, wurde aber weniger harsch angewendet. Ganz ungewöhnlich zu dieser Zeit war, dass die Offiziere mit den Mannschaften gemeinsam zu Tisch gingen, was dem Zusammenhalt des Regiments dienen sollte.

## Colonels
Colonel-in-Chief des Regiments waren:
- 1800–1809: Major-General Coote Manningham (1765–1809)
- 1809–1816: General Sir David Dundas (um 1735–1820)[8]

Colonel-Commandant der drei Bataillone des Regiments waren, jeweils von 1809 bis 1816:
- 1st Battalion: Lieutenant-General Forbes Champagné (1754–1816)
- 2nd Battalion: General Sir Brent Spencer (um 1760–1828)
- 3rd Battalion: Lieutenant-General Hon. Sir William Stewart (1774–1827)

## Battle Honours
Dem Regiment wurden folgende Battle Honours verliehen (englische Originalbezeichnungen):
- Copenhagen
- Monte Video
- Rolica
- Vimiera
- Corunna
- Busaco
- Barrosa
- Fuentes d'Onor
- Ciudad Rodrigo
- Badajoz
- Salamanca
- Vittoria
- Pyrenees
- Nivelle
- Nive
- Orthes
- Toulouse
- Peninsula
- Waterloo

## Mediale Rezeption
- Bernard Cornwell beschreibt in seinen Sharpe-Romanen den Werdegang eines Offiziers bei den 95th Rifles.
- Die Romane von Bernard Cornwell um Richard Sharpe und die 95th Rifles wurden von 1993 bis 2008 in 16 Teilen verfilmt und in Deutschland, allerdings unvollständig, als Die Scharfschützen auf RTL II ausgestrahlt.